# Lessossibirsk
Lessossibirsk (en rus Лесосибирск) és una ciutat del krai de Krasnoiarsk, a Rússia. Es troba a la vora del Ienissei, prop de la seva confluència amb l'Angarà, a 248 km al nord de Krasnoiarsk.

## Història
A l'emplaçament de la ciutat actual hi havia el 1640 el poble de Maklakov Lug. Lessossibirsk fou fundada amb la fusió de Makaklovo i Novomaklakovo el 1975 com un port fluvial sobre el Ienissei.

## Demografia
| 1959   | 1970   | 1979   | 1989   | 2002   | 2008   | 2015   |
| ------ | ------ | ------ | ------ | ------ | ------ | ------ |
| 13 800 | 25 000 | 38 600 | 68 300 | 65 400 | 64 215 | 59 903 |